# Machfeld

Machfeld

Machfeld ist ein österreichisches Künstlerduo. Es wurde 1999 von den Medienkünstlern Michael Mastrototaro und Sabine Maier in Wien gegründet. Ihre Tätigkeitsfelder sind Fotografie, Netzkunst, Kurz- und Experimentalfilm, Streamingprojekte, interaktive Installationen, Literatur, On- und Offline-Performances sowie Arbeiten für den öffentlichen Raum. Seit 2004 betreibt Machfeld ein interdisziplinäres Medienkunstlabor in Wien. Projekte, Ausstellungen und Installationen/Screenings in Afrika, Asien, Europa, Mittelamerika, Nordamerika und in den USA.

## Art Fairs (Auswahl)
- Art Brussels, Brüssel, Belgien (2014)
- Paris Photo, Paris, Frankreich (2013)
- Viennafair, Wien, Österreich (2012)
- Fotofever, Brüssel, Belgien (2012)

## Medien Kunst Festivals (Auswahl)
- Regionale XII, Festival für zeitgenössische Kunst und Kultur, Region Murau, Österreich (2012)
- X-Cape, Biennial Africa, Kapstadt, Südafrika (2007)
- Freewaves 10th Biennial Film, Video & New Media Art Festival, Los Angeles, USA (2006)
- Vdance, International Video Dance Festival, Tel Aviv, Israel (2006)
- Lausanne Time Film Festival 2006, Lausanne, Schweiz (2006)
- Viper, 25 Internationales Film, Video & Neue Medien Festival, Basel, Schweiz (2006)
- Pixel Dance, Video Art Festival, Thessaloniki, Griechenland (2006)
- bac 05! international festival of contemporary art / barcelona (2005)
- WRO 05, 11th international Media Art Biennale Wrocław, Polen (2005)
- Framemakers, Choreography as an Aesthetics of Change, Limerick, Ireland (2005)
- 6th international Art + Communication Festival, Riga, Latvia (2003)

## Ausstellungen / Screenings / Installationen (Auswahl)
- Wartehäuschen auf die Zukunft mit Roger Eno, Chris Lohner, Rupert Huber, Hans-Joachim Roedelius, Klaus Lang. Öffentlicher Raum Baden bei Wien, Österreich (2015)
- ÜberBlicke UnterTeilungen, Einzelausstellung, Galerie Raum mit Licht, Wien, Österreich (2013)
- Ars magna lucis et umbrae, in Zusammenarbeit mit Norman T. White, Austria (2011)
- X-Com, Installation, Hong Kong Arts Center, Hong Kong, China (2009)
- Press the Button, Medienkunstausstellung, Bagfactory, Johannesburg, Südafrika (2009)
- iGoli, Zeitgenössische Kunst aus und über Südafrika, Fluss NÖ Foto- und Medienkunstinitiative, Wolkersdorf, Österreich (2008)
- LA Freewaves, 10th festival of new media arts: Too Much Freedom? Los Angeles, USA (2006)
- Mostra de Vídeo Art Internacional d’Alcoi / Spanien (10/06)
- Museum of the Word Ocean, Kaliningrad / Russland (04/06)
- Whitechapel Art Gallery, The Wormhole Saloon, London / U.K. (11/05)
- Potenz, die weibliche, OHO. Oberwart (10/05)
- kurzfilmfestival kaiserstrasse
- Prologue, Cornerhouse – Manchester UK
- Oase Festival, 09/05, Wien, AT
- Framemakers, Limeric / Ireland,
- “coming out”, Künstlerhaus Klagenfurt, AT
- Next Festival, Cinema „Lietuva“ – Vilnius / Litauen
- Independent Arts Festival, Academy of Fine Arts / Sint-Niklaas – Belgien
- Diagonale 05, Festival des österreichischen Films, Graz / Österreich
- Galeria Medium, Bratislava & Tanzquartier Wien
- Kino Cafe / Bratislava, 19. Oktober 2004, Bratislava / SK

## Galerienvertretung
Galerie Jünger, Wien.

## Preise / Auszeichnungen
- „Förderungspreis“ für Video- und Medienkunst des Bundesministerium für Unterricht, Kunst und Kultur – Österreich, 2008
- „Gate III“, nomination for the best experimental-video. International Filmfestival, Dahlonega/Atlanta, USA.
- „Schreiben zwischen den Kulturen 2002“, Best Lyric, Edition Exil, Vienna / A.
- „Kupele Central“, Jury- & Public-Award, Wolke 7, Vienna / A. 2005

## Vorträge (Auswahl)
- „An evening with Machfeld“, Artist Talk, Tom Thomson Gallery, Owen Sound/CA. 2007
- „Zur Person in Second Life“, Vortrag von Michael Mastrototaro im Rahmen der Weinviertler Fotowochen, Schloss Wolkersdorf/A. 2007
- „X-Com“, Öffentlicher Vortrag über Medienkunst auf der Cityvarsity Johannesburg von Machfeld, Johannesburg / Südafrika